# أليخاندرو جورج
أليخاندرو جورج (بالإنجليزية: Alex George)‏ هو عالم نبات أسترالي، ولد في 4 أبريل 1939 في فرمنتل الشرقية ‏ في أستراليا.